# Mobius M. Mobius (personaje)
Mobius M. Mobius es un personaje ficticio que aparece en los cómics estadounidenses publicados por Marvel Comics. Varias versiones de Mobius de diferentes puntos en el tiempo (y clones de él) conforman el liderazgo burocrático y la gerencia media de la organización de cronometraje Autoridad de Variación Temporal, incluidos el Sr. Teseracto, el Sr. Orobourous y el Sr. Paradox.
Mobius M. Mobius fue interpretado por Owen Wilson en la serie de Disney+ Loki (2021-2023), ubicada dentro del Universo cinematográfico de Marvel. Mobius también aparece en la película Ant-Man and the Wasp: Quantumania (2023) con un cameo en la escena poscréditos. Ke Huy Quan interpreta a Ouroboros "OB" en la segunda temporada de la serie y Matthew Macfadyen interpreta Paradox en Deadpool & Wolverine (2024).

## Historial de publicaciones
Mobius M. Mobius apareció por primera vez en Fantastic Four # 353,  fecha de portada junio de 1991. Los gerentes clonados de Autoridad de Variación Temporal se parecen a Mark Gruenwald y, más tarde, a Tom DeFalco, ambos escritores de Marvel Comics por mucho tiempo. El administrador recurrente más frecuente es Mobius M. Mobius, un clon de Gruenwald.

## Biografía ficticia
Mobius M. Mobius es un burócrata y un mando intermedio de la Autoridad de Variación Temporal, que intentó disciplinar a los Cuatro Fantásticos por infringir las leyes de la AVT.
Tesseract, un subordinado de Mobius en Junior Management, fue asignado para reconstruir los datos perdidos de la Tierra-616. Justice Might, Justice Truth y Justice Liberty son tres oficiales que ayudaron a Mobius a recapturar a los Cuatro Fantásticos mientras estaban sueltos dentro de la Zona de Tiempo Nulo.

## En otros medios
Numerosas iteraciones de Mobius M. Mobius y sus clones aparecen en el Universo cinematográfico de Marvel (MCU), interpretados por Owen Wilson, Ke Huy Quan y Matthew Macfadyen, representados como distintos personajes que trabajan para la Autoridad de Variación Temporal.

### Mobius
- Owen Wilson interpreta a Mobius M. Mobius en la serie de Disney+ Loki (2021-2023), que se desarrolla en Universo cinematográfico de Marvel (UCM), como miembro de la Autoridad de Variación Temporal (AVT), una organización que monitorea las diversas líneas de tiempo del Multiverso.[7][8][9]También cuyo nombre en la Línea de Tiempo Sagrada se revela como Don. Tom Hiddleston, que interpreta a Loki, ayudó a Wilson a prepararse para el papel explicándole y mostrándole momentos del UCM, que Wilson consideró útil para cuando Mobius estaba entrevistando a Loki.[10] El aspecto de Mobius en la serie está destinado a parecerse al editor de Marvel Comics Mark Gruenwald, quien fue el "mayor experto en continuidad" de Marvel; en los cómics, cada miembro de la AVT estaba diseñado para ser un clon de Gruenwald.[11] Sus variantes en los cómics de Sr. Ouroboros y Sr. Paradox aparecerían posteriormente como personajes distintos pero relacionados con la AVT.
- Mobius aparece en la escena poscréditos en Ant-Man and the Wasp: Quantumania (2023), nuevamente interpretado por Wilson.[12]
- En "Science/Fiction", se revela que Mobius es una variante temporal de Don, un vendedor de motos acuáticas y padre soltero de dos hijos, que también hace un cameo en el final de la serie "Glorious Purpose".

### OB
Ouroboros "OB" aparece en la segunda temporada de Loki, interpretado por Ke Huy Quan.  El ingeniero jefe de Time Variance Authority, que se ocupa del mantenimiento y reparación de todas las herramientas complejas, incluidos los dispositivos de viaje en el tiempo.
- En "Science/Fiction", se revela que OB es una variante temporal del Dr. AD Doug, PhD, un autor fallido de ciencia ficción y profesor de física teórica en Caltech en 1994 que preferiría centrarse en sus escritos que en la ciencia.

### Paradox
Matthew Macfadyen interpreta al Agente Paradox de la TVA en la película del MCU de 2024 Deadpool & Wolverine, una continuación de la serie de películas X-Men de 20th Century Fox. 